# 無任所大臣
無任所大臣（英語: minister without portfolio）とは、特定の行政部局の長を務めない閣僚を指す。通常の閣僚は「行政機関の長」としての職務と、政府の意思決定への参加という二つの側面を持つが、無任所大臣は後者、すなわち政府の意思決定にのみ関与する。特定の政策課題を担当する者を無任所大臣としないという考え方も存在する。

## 閣僚としての権能
無任所大臣は、閣議に出席し、発言および投票を行う点において、他の閣僚と差異はない。

## 設置の目的と呼称
狭義の無任所大臣は、主に与党内の有力者を内閣に取り込み、政権の安定を図る目的、あるいは連立内閣において少数与党を代表させる目的で設置されることが多い。このような場合、副首相や副総理といった、平時には具体的な職掌を持たない肩書きや呼称が付与されることがある。例えば、イギリスにおいては、党務における重要な役職にある者を無任所大臣として入閣させる慣行が存在する。

## 日本
→「無任所大臣 (日本)」を参照

## カナダ
連邦政府や州政府では、キャリアの終わりに近い経験豊富な政治家が、政府部門の運営に伴う負担なしに政府の相談役やプロジェクトを引き受けることができる方法として、このポジションに就いていることもある。
2021年1月、ジャスティン・トルドー首相は、大草原の特別担当大臣としての役割に加え、ジム・カーを各分野を司らない大臣に任命した。カーはそれまで2019年11月まで国際貿易大臣を務めていたが、多発性骨髄腫と診断された結果、退任していた。

## オーストラリア
ウィリー・ケリーは1913年6月から1914年9月までクック省においてこの称号を与えられていた。
スタンレー・ブルースは、1932年にロンドンで英連邦大臣に就任した際、無任所大臣という称号を与えられている。この称号は、ライアンズ内閣によって、ポートフォリオに縛られることなく首相や同僚をよりよく代表できるようにと与えられたものであった。この場合、この肩書きは昇進であり、かなりの責任を伴うものであった。

## ドイツ
特定分野なし大臣、会議担当大臣、国務大臣とも呼ばれ、それぞれの政府で議席と完全な投票権を持つが、自身の省庁を率いていない大臣を指す。
特別閣僚を任命する動機は様々であろう。時には、限られた期間の中で、部門別の区分には当てはまらない政府レベルのある仕事を調整する必要がある（例えば、ドイツ再統一に関連したモデロー政権のライナー・エッペルマンなど）。多くの場合、これは重要な党員を政府の規律に組み入れるためのものでもある。